# تونو تروبتسکی
تونو تروبتسکی (انگلیسی: Tõnu Trubetsky؛ زادهٔ ۲۴ آوریل ۱۹۶۳) یک خواننده و موسیقی‌دان راک، نویسنده، شاعر، بازیگر و کارگردان اهل استونی است.
وی که از خانواده‌ای لهستانی اصل می‌باشد در سال ۱۹۸۴ وارد عرصه موسیقی شده است و از اعضای گروه‌های مختلف موسیقی همچون جی.ام.کی.ئی از سال ۱۹۸۶ تا ۲۰۰۹ و وناسکوند از سال ۲۰۰۵ تاکنون بوده است. وی در سال ۱۹۹۲ میلادی وارد سینما شده و در فیلم هیستریا آهنگ ریگا عشق من را نیز اجرا کرد.
تروبتسکی فعالیت‌هایی زمینه روزنامه‌نگاری، نویسندگی و سیاست نیز داشته است، وی در انتخابات پارلمان استونی در سال ۲۰۰۷ میلادی و انتخابات پارلمان اروپا در سال ۲۰۰۹ کاندید شده بود، او که از اعضای حزب سبز استونی بوده در ۵ اوت ۲۰۱۰ به حزب مرکزی استونی پیوسته است.